# Кошман (пам'ятка природи)
Кошма́н — ботанічна пам'ятка природи місцевого значення в Україні. Розташована в межах Вижницького району Чернівецької області, на південь від села Лопушна. 
Площа 3 га. Статус присвоєно згідно з рішенням облвиконкому від 30.05.1979 року № 198. Перебуває у віданні ДП «Берегометське лісомисливське господарство» (Долішньошепітське л-во, кв. 1, вид. 9). 
Статус присвоєно для збереження частини лісового масиву з явицевими та буковими насадженням, серед яких зростають бореальні трав'янисті види: зеленчук жовтий, марена запашна, переліска багаторічна, квасениця звичайна, плаун колючий та інші.